# Tour Championship 2021
Die Cazoo Tour Championship 2021 war ein Snookerturnier der Snooker-Saison 2020/21, das vom 22. bis 28. März ausgetragen wurde. Qualifiziert waren die Top 8 der Einjahresrangliste vom European Masters 2020 bis zur WST Pro Series 2021. Zum zweiten Mal verließen die Profis das englische Milton Keynes, in dem wegen der COVID-19-Pandemie fast alle Turniere der Saison stattgefunden hatten. Nachdem die Einhaltung der Hygienemaßnahmen einen Monat zuvor auch im Celtic Manor im walisischen Newport bei den Welsh Open sichergestellt worden war, bekam das Golf Resort noch einmal den Zuschlag als Veranstaltungsort.
Zum dritten Mal schloss die Tour Championship eine Serie von drei Turnieren mit sinkender Teilnehmerzahl ab. Nach den Top 32 und den Top 16 des Jahres, traten im Finale die Top 8 an. Erstmals sponserte der Online-Gebrauchtwagenhändler Cazoo diese Serie.
Der Vorjahressieger Stephen Maguire hatte sich nicht qualifiziert und konnte somit seinen Titel nicht verteidigen.

## Preisgeld
An der Preisgeldsumme von 380.000 £ änderte sich im Vergleich zum Vorjahr trotz Verzichts auf Zuschauer nichts.
|                 | Preisgeld  |
| --------------- | ---------- |
| Sieger          | 150.000 £  |
| Finalist        | 60.000 £   |
| Halbfinalist    | 40.000 £   |
| Viertelfinalist | 20.000 £ a |
| Höchstes Break  | 10.000 £   |
| Insgesamt       | 380.000 £  |

## Setzliste
Die Setzliste wurde basierend auf der Einjahresrangliste vom Saisonstart bis unmittelbar vor diesem Turnier ermittelt. Barry Hawkins qualifizierte sich erst drei Tage vor Beginn durch seine Platzierung unter den besten 12 bei der WST Pro Series. Erst der Finaltag dort entschied über die endgültige Spielansetzung der Tour Championship.
Einjahresrangliste
| Rang | Spieler           | Gewinnsumme (£) |
| ---- | ----------------- | --------------- |
| 1    | Judd Trump        | 523.500         |
| 2    | Mark Selby        | 280.500         |
| 3    | Neil Robertson    | 261.000         |
| 4    | John Higgins      | 199.500         |
| 5    | Ronnie O’Sullivan | 173.500         |
| 6    | Jack Lisowski     | 164.500         |
| 7    | Kyren Wilson      | 161.000         |
| 8    | Barry Hawkins     | 121.500         |

## Cazoo Cup
Die Tour Championship entschied auch darüber, wer den Cazoo Cup gewann. Der erfolgreichste Spieler der drei zum Cup gehörenden Turniere erhielt zusätzlich eine Siegprämie von 100.000 £. Neil Robertson kam mit dem Preisgeld für seinen Sieg bei der Tour Championship auf 165.000 £. Damit überholte er noch alle anderen Teilnehmer und konnte sich diese zusätzliche Prämie sichern.
| Spieler           | Erzieltes Preisgeld in £ | Erzieltes Preisgeld in £ | Erzieltes Preisgeld in £ | Gesamtsumme |
| Spieler           | World Grand Prix         | Players Championship     | Tour Championship        | Gesamtsumme |
| ----------------- | ------------------------ | ------------------------ | ------------------------ | ----------- |
| Neil Robertson    | 0                        | 15.000                   | 150.000                  | 165.000     |
| John Higgins      | 7.500                    | 125.000                  | 20.000                   | 152.500     |
| Ronnie O’Sullivan | 20.000                   | 50.000                   | 60.000                   | 130.000     |
| Judd Trump        | 100.000                  | 0                        | 20.000                   | 120.000     |
| Barry Hawkins     | 7.500                    | 30.000                   | 40.000                   | 77.500      |
| Jack Lisowski     | 40.000                   | 15.000                   | 20.000                   | 75.000      |
| Mark Selby        | 20.000                   | 15.000                   | 40.000                   | 75.000      |
| Kyren Wilson      | 12.500                   | 30.000                   | 20.000                   | 62.500      |

## Turnierplan
Die acht Teilnehmer aus der Einjahresrangliste ermittelten in drei Runden mit jeweils zwei Sessions pro Match den Turniersieger:

| Viertelfinale (Best of 19 Frames) 22.–25. März | Viertelfinale (Best of 19 Frames) 22.–25. März | Viertelfinale (Best of 19 Frames) 22.–25. März |    |                   | Halbfinale (Best of 19 Frames) 26./27. März | Halbfinale (Best of 19 Frames) 26./27. März | Halbfinale (Best of 19 Frames) 26./27. März |  |  | Finale (Best of 19 Frames) 28. März | Finale (Best of 19 Frames) 28. März | Finale (Best of 19 Frames) 28. März |
|                                                |                                                |                                                |    |                   |                                             |                                             |                                             |  |  |                                     |                                     |                                     |
| 1                                              | Judd Trump                                     | 7                                              |    |                   |                                             |                                             |                                             |  |  |                                     |                                     |                                     |
| 8                                              | Barry Hawkins                                  | 10                                             |    |                   |                                             |                                             |                                             |  |  |                                     |                                     |                                     |
| 8                                              | Barry Hawkins                                  | 10                                             | 8  | Barry Hawkins     | 9                                           |                                             |                                             |  |  |                                     |                                     |                                     |
|                                                |                                                |                                                | 8  | Barry Hawkins     | 9                                           |                                             |                                             |  |  |                                     |                                     |                                     |
|                                                | 5                                              | Ronnie O’Sullivan                              | 10 |                   |                                             |                                             |                                             |  |  |                                     |                                     |                                     |
| 4                                              | 5                                              | Ronnie O’Sullivan                              | 10 | John Higgins      | 8                                           |                                             |                                             |  |  |                                     |                                     |                                     |
| 4                                              |                                                |                                                |    | John Higgins      | 8                                           |                                             |                                             |  |  |                                     |                                     |                                     |
| 5                                              | Ronnie O’Sullivan                              | 10                                             |    |                   |                                             |                                             |                                             |  |  |                                     |                                     |                                     |
| 5                                              | Ronnie O’Sullivan                              | 10                                             | 5  | Ronnie O’Sullivan | 4                                           |                                             |                                             |  |  |                                     |                                     |                                     |
|                                                |                                                |                                                |    | Ronnie O’Sullivan | 4                                           |                                             |                                             |  |  |                                     |                                     |                                     |
|                                                | 3                                              | Neil Robertson                                 | 10 |                   |                                             |                                             |                                             |  |  |                                     |                                     |                                     |
| 3                                              | 3                                              | Neil Robertson                                 | 10 | Neil Robertson    | 10                                          |                                             |                                             |  |  |                                     |                                     |                                     |
| 3                                              |                                                |                                                |    | Neil Robertson    | 10                                          |                                             |                                             |  |  |                                     |                                     |                                     |
| 6                                              | Jack Lisowski                                  | 5                                              |    |                   |                                             |                                             |                                             |  |  |                                     |                                     |                                     |
| 6                                              | Jack Lisowski                                  | 5                                              | 3  | Neil Robertson    | 10                                          |                                             |                                             |  |  |                                     |                                     |                                     |
|                                                |                                                |                                                | 3  | Neil Robertson    | 10                                          |                                             |                                             |  |  |                                     |                                     |                                     |
|                                                | 2                                              | Mark Selby                                     | 3  |                   |                                             |                                             |                                             |  |  |                                     |                                     |                                     |
| 2                                              | 2                                              | Mark Selby                                     | 3  | Mark Selby        | 10                                          |                                             |                                             |  |  |                                     |                                     |                                     |
| 2                                              |                                                |                                                |    | Mark Selby        | 10                                          |                                             |                                             |  |  |                                     |                                     |                                     |
| 7                                              | Kyren Wilson                                   | 3                                              |    |                   |                                             |                                             |                                             |  |  |                                     |                                     |                                     |

## Finale
| Finale: Best of 19 Frames Schiedsrichter/in: Brendan Moore Celtic Manor, Newport, Wales, 28. März 2021                                                                                          |                |                |
| Ronnie O’Sullivan | 4:10           | Neil Robertson |
| Nachmittagssession: 63:17, 0:103 (103), 128:0 (128), 32:78 (70), 0:133 (133), 32:80, 133:0 (133), 68:52 (68) Abendsession: 8:93 (93), 0:107 (75), 8:123 (123), 0:119 (119), 10:101, 0:114 (114) |                |                |
| 133 | Höchstes Break | 133            |
| 2 | Century-Breaks | 5              |
| 3 | 50+-Breaks     | 8              |

## Century-Breaks
Sieben Spieler erzielten 23 Breaks von mehr als 100 Punkten. Das höchste spielte Barry Hawkins mit einer 138, die meisten erzielte Neil Robertson mit elf Centurys.
| Barry Hawkins     | 138, 125, 121, 103                                    |
| Neil Robertson    | 136, 133, 123, 121, 119, 114 (2×), 112, 106, 103 (2×) |
| Jack Lisowski     | 129                                                   |
| Judd Trump        | 119                                                   |
| Ronnie O’Sullivan | 133, 128, 112, 101                                    |
| Mark Selby        | 109                                                   |
| John Higgins      | 101                                                   |